# Sacramentskapel

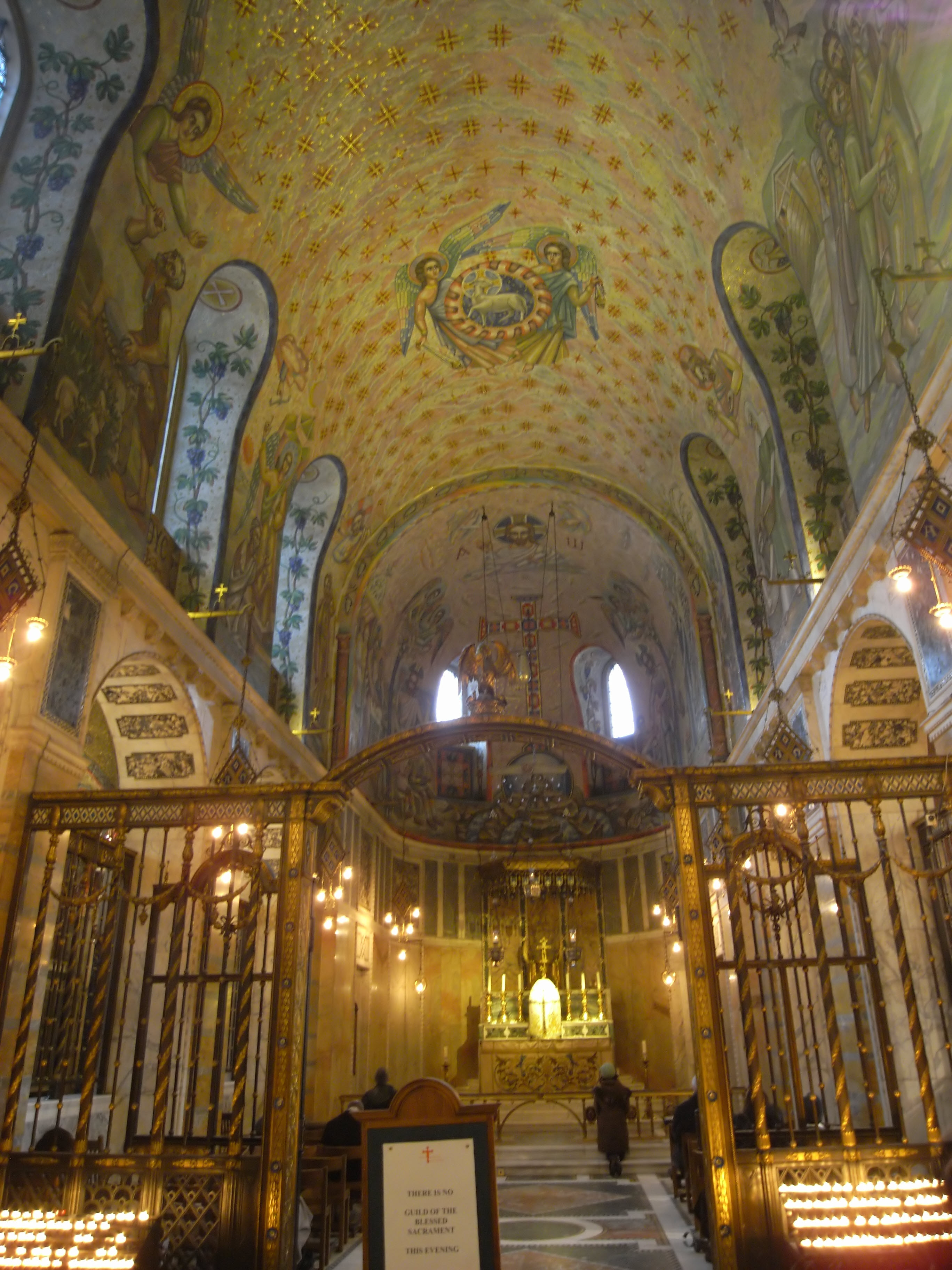
Sacramentskapel in de Kathedraal van Westminster in Londen.

Een sacramentskapel is een kapel die als deel van een kerk is gereserveerd voor het bewaren en aanbidden van het Allerheiligste. Het Allerheiligste wordt er bewaard in een tabernakel of getoond in een monstrans. Er is ook altijd een Godslamp aanwezig die getuigt van de Werkelijke Tegenwoordigheid.
In veel grote katholieke kerken die veel door toeristen worden bezocht, is de sacramentskapel alleen opengesteld voor mensen die willen bidden. Soms wordt ze ook voor de eredienst in kleinere groepen gebruikt.